# پتسی واکر
هِل‌کت (به انگلیسی: Hellcat) با نام اصلی پاتریشا «پتسی» واکر، یک شخصیت خیالی ابرقهرمان در کتاب‌های کامیک منتشر شده توسط مارول کامیکس است. پتسی واکر توسط نویسنده استوارت لیتل و طراح روث اتکینسن خلق شده‌است؛ و برای اولین بار در شمارهٔ ۲ از مجموعه مجله دوشیزه آمریکا (نوامبر ۱۹۴۴) حضور پیدا کرد، و سپس در شمارهٔ ۱۴۴ از انتقام‌جویان (فوریه ۱۹۷۶) تبدیل به هِل‌کت شد.
در دنیای سینمایی مارول نسخه‌ای از این شخصیت به نام پاتریشا «تریش» واکر، با هنرنمایی هنرپیشه استرالیایی ریچل تیلور در مجموعه‌های تلویزیونی نت‌فلیکس با عنوان جسیکا جونز و مدافعان حضور دارد.